# Marcin Wasilewski
Marcin Ryszard Wasilewski (phát âm tiếng Ba Lan: [ˈmart͡ɕin vaɕiˈlɛfskʲi]; sinh ngày 9 tháng 6 năm 1980) là một cựu cầu thủ bóng đá chuyên nghiệp người Ba Lan thi đấu ở vị trí trung vệ.

## Sự nghiệp

### Đầu sự nghiệp
Wasilewski sinh ra tại Kraków, Ba Lan và bắt đầu sự nghiệp chơi bóng ở câu lạc bộ địa phương Hutnik Kraków trước khi đầu quân cho Śląsk Wrocław và Wisła Płock. Anh chuyển đến Amica Wronki vào năm 2005; đội bóng đã sáp nhập với Lech Poznań vào năm kế tiếp.

### Anderlecht
Anh được câu lạc bộ của Bỉ Anderlecht mua lại vào tháng 1 năm 2007. Ở mùa giải 2008–09 anh là chân sút ghi bàn nhiều thứ 3 của đội, cùng với Guillaume Gillet mỗi người có 8 bàn thắng.

#### Chấn thương
Ngày 30 tháng 8 năm 2009, Wasilewski bị gãy xương hở ở phút thứ 26 trong trận hòa 1–1 tại Jupiler League giữa Anderlecht và Standard Liège khi va chạm với Axel Witsel của Liège. Witsel bị nhận thẻ đỏ truất quyền thi đấu. Wasilewski đã phải lên bàn mổ để điều trị chấn thương gãy cả xương chày và xương mác. Witsel đã bị Liên đoàn bóng đá Bỉ treo giò 8 trận do hành vi kể trên.

#### Tái xuất
Sau một thời gian dài dưỡng thương, Wasilewski tái xuất vào ngày 8 tháng 5 năm 2010. Anh chào mừng ngày trở lại đội một của Anderlecht bằng bàn thắng mở tỉ số trong chiến thắng 2–1 tại S.V. Zulte Waregem.
Khát khao tái xuất của anh được tưởng thưởng bằng một bản hợp đồng mới kéo dài đến mùa hè 2013, câu lạc bộ đã ví anh như "tượng đài của đội bóng, người đã phải trải qua một cuộc chiến vô nhân đạo".
Wasilewski và Witsel (lúc ấy khoác áo Zenit St. Petersburg) đã gặp lại nhau trên sân cỏ vào ngày 24 tháng 10 năm 2012 tại một trận đấu ở vòng bảng của UEFA Champions League. Wasilewski thông báo trước trận rằng anh từ chối bắt tay với Witsel và nhận được sự ủng hộ của ban lãnh đạo Anderlecht. Tuy nhiên sau cùng anh lại đổi ý và chấp nhận cái bắt tay của Witsel, anh nói rằng mình không muốn biến bầu không khí của trận thành một cuộc đấu tay đôi giữa hai người.

### Leicester City

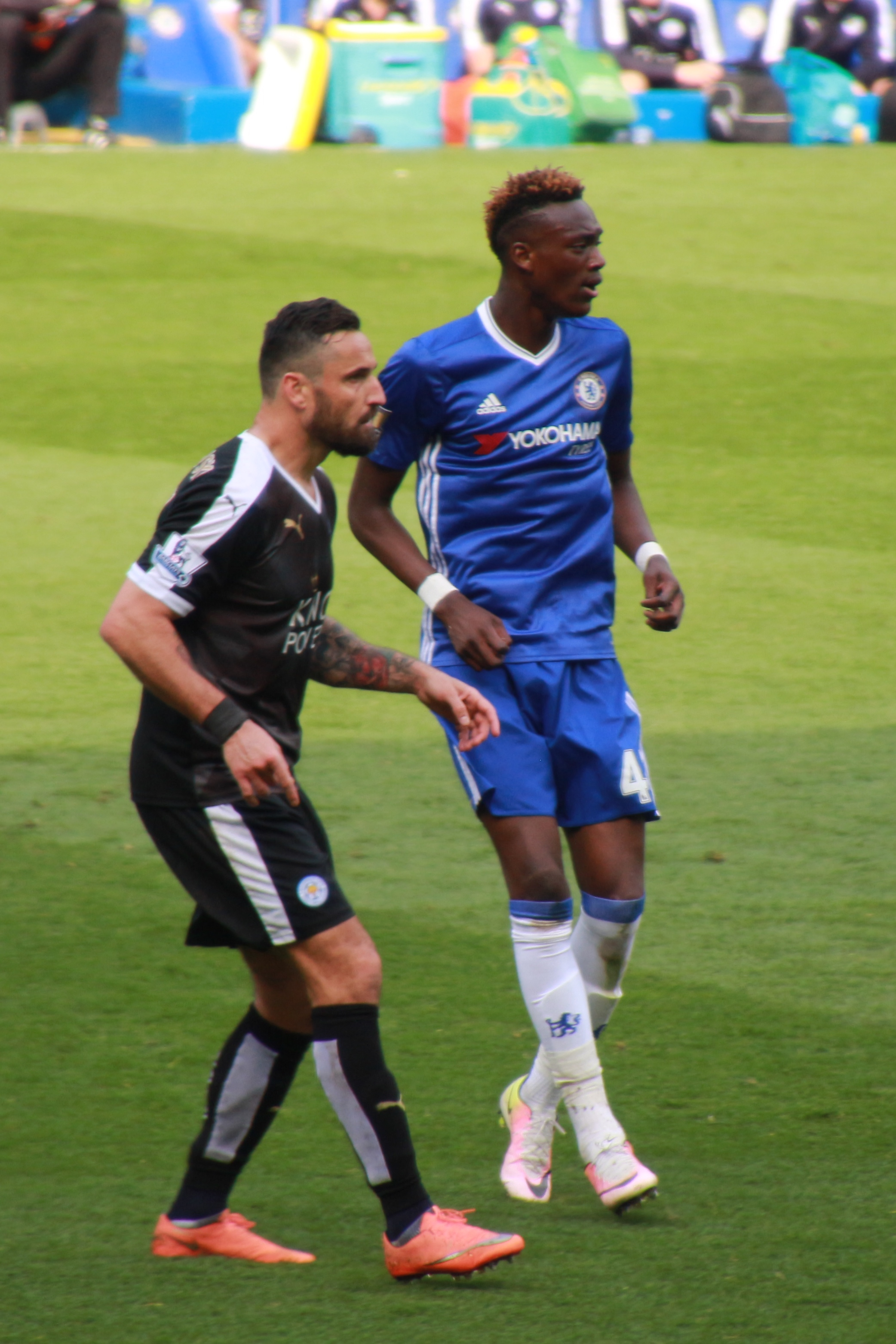
Wasilewski chơi bóng cho Leicester City trong trận đấu gặp Chelsea tại Stamford Bridge vào ngày 15 tháng 5 năm 2016

Ngày 14 tháng 9 năm 2013, Wasilewski được cho là đã đi thử việc ở câu lạc bộ Leicester City hiện đang chơi ở Championship nhằm hi vọng được ký hợp đồng. Ngày 17 tháng 9 anh được xác nhận đã ký hợp đồng với Bầy cáo, cụ thể bản hợp đồng dài 1 năm. Anh có trận ra mắt tại vòng 3 của Cúp Liên đoàn chạm trán Derby County vào ngày 24 tháng 4, anh chơi cả trận giúp Leicester thắng 2–1. Ngày 30 tháng 11 năm 2013, một đoàn cổ động viên của Anderlecht đã đặt chân tới Sân vận động King Power của Leicester để cổ vũ cho Wasilewski tại câu lạc bộ mới của mình. Anh như được tiếp thêm động lực để giúp City giành chiến thắng 3–0 trước Millwall. Wasilewski đã xây chắc vị đá chính trong đội một của Leicester khi đội bóng trở thành nhà vô địch Championship và chắc suất trở lại Ngoại hạng Anh. Ngày 22 tháng 5 năm 2014, anh gia hạn hợp đồng thêm một năm nữa.

## Thống kê sự nghiệp

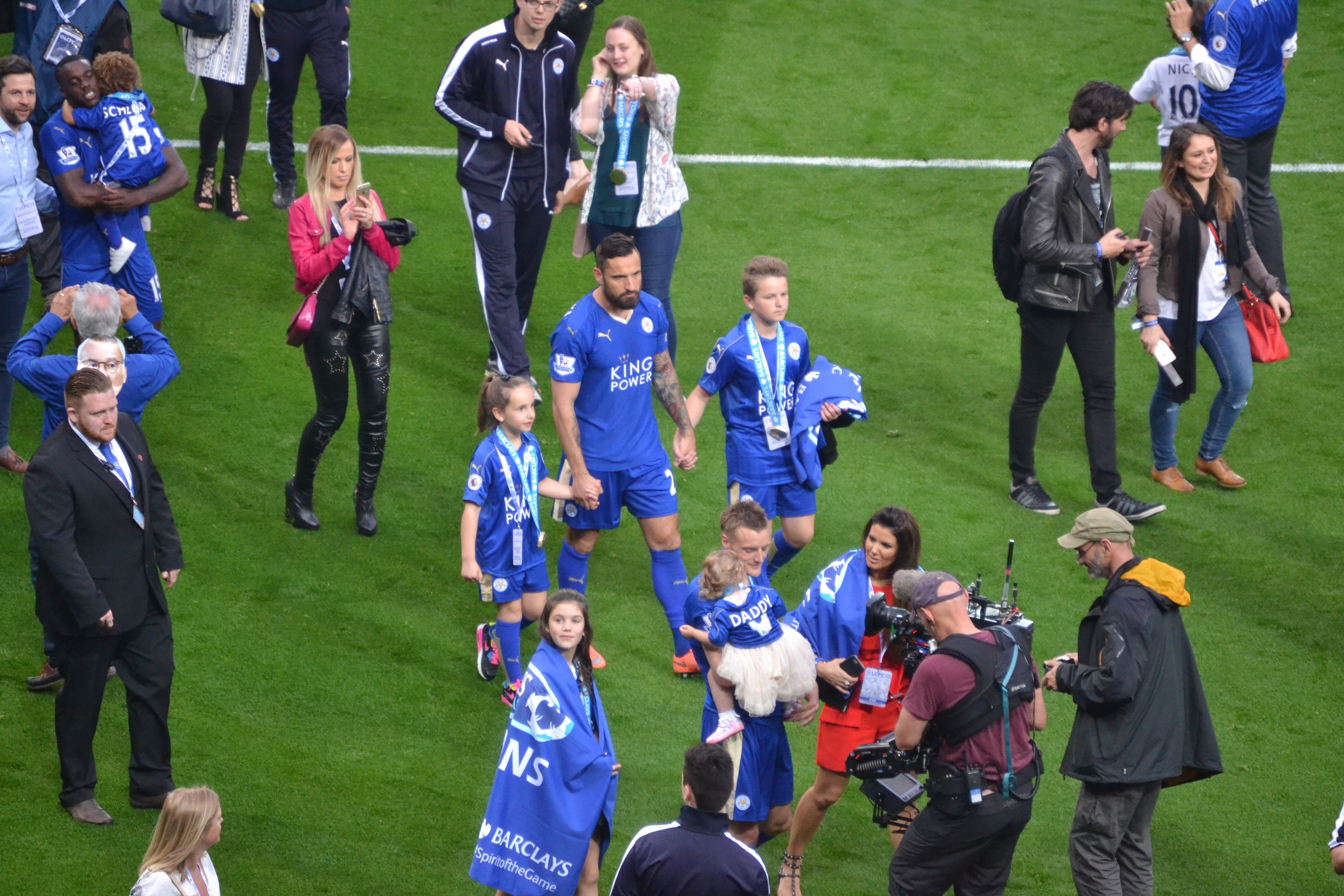
Wasilewski và gia đình ăn mừng chức vô địch Ngoại hạng Anh của Leicestertại Sân vận động King Power vào ngày 7 tháng 5 năm 2016

### Câu lạc bộ
Tính đến 2 tháng 2 năm 2019
| Câu lạc bộ         | Mùa                | Giải               | Giải    | Giải      | Cúp     | Cúp       | Cúp châu Âu | Cúp châu Âu | Khác    | Khác      | Tổng cộng | Tổng cộng |
| Câu lạc bộ         | Mùa                | Hạng đấu           | Số trận | Bàn thắng | Số trận | Bàn thắng | Số trận     | Bàn thắng   | Số trận | Bàn thắng | Số trận   | Bàn thắng |
| ------------------ | ------------------ | ------------------ | ------- | --------- | ------- | --------- | ----------- | ----------- | ------- | --------- | --------- | --------- |
| Hutnik Kraków      | 1998–99            | I liga             | 14      | 0         | —       | —         | —           | —           | —       | —         | 14        | 0         |
| Hutnik Kraków      | 1999–2000          | I liga             | 40      | 0         | —       | —         | —           | —           | —       | —         | 40        | 0         |
| Hutnik Kraków      | Tổng cộng          | Tổng cộng          | 54      | 0         | —       | —         | —           | —           | —       | —         | 54        | 0         |
| Śląsk Wrocław      | 2000–01            | Ekstraklasa        | 25      | 1         | —       | —         | —           | —           | —       | —         | 25        | 1         |
| Śląsk Wrocław      | 2001–02            | Ekstraklasa        | 26      | 4         | —       | —         | —           | —           | —       | —         | 26        | 4         |
| Śląsk Wrocław      | Tổng cộng          | Tổng cộng          | 51      | 5         | —       | —         | —           | —           | —       | —         | 51        | 5         |
| Wisła Płock        | 2002–03            | Ekstraklasa        | 25      | 1         | —       | —         | —           | —           | —       | —         | 25        | 1         |
| Wisła Płock        | 2003–04            | Ekstraklasa        | 20      | 1         | —       | —         | 2           | 0           | —       | —         | 22        | 1         |
| Wisła Płock        | 2004–05            | Ekstraklasa        | 15      | 1         | —       | —         | —           | —           | —       | —         | 15        | 1         |
| Wisła Płock        | Tổng cộng          | Tổng cộng          | 60      | 3         | —       | —         | 2           | 0           | —       | —         | 62        | 3         |
| Amica Wronki       | 2005–06            | Ekstraklasa        | 24      | 4         | —       | —         | —           | —           | —       | —         | 24        | 4         |
| Lech Poznań        | 2006–07            | Ekstraklasa        | 14      | 5         | —       | —         | 1           | 0           | —       | —         | 15        | 5         |
| Anderlecht         | 2006–07            | Belgian Pro League | 14      | 2         | 0       | 0         | 0           | 0           | —       | —         | 14        | 2         |
| Anderlecht         | 2007–08            | Belgian Pro League | 26      | 3         | 0       | 0         | 11          | 1           | —       | —         | 37        | 3         |
| Anderlecht         | 2008–09            | Belgian Pro League | 30      | 8         | 0       | 0         | 1           | 0           | —       | —         | 31        | 8         |
| Anderlecht         | 2009–10            | Belgian Pro League | 6       | 1         | 0       | 0         | 4           | 0           | —       | —         | 10        | 1         |
| Anderlecht         | 2010–11            | Belgian Pro League | 17      | 3         | 0       | 0         | 2           | 0           | —       | —         | 19        | 3         |
| Anderlecht         | 2011–12            | Belgian Pro League | 30      | 3         | 2       | 0         | 8           | 1           | —       | —         | 40        | 4         |
| Anderlecht         | 2012–13            | Belgian Pro League | 22      | 0         | 4       | 0         | 6           | 0           | 1       | 0         | 33        | 0         |
| Anderlecht         | Tổng cộng          | Tổng cộng          | 145     | 20        | 6       | 0         | 32          | 2           | 1       | 0         | 184       | 21        |
| Leicester City     | 2013–14            | Championship       | 31      | 0         | 1       | 0         | —           | —           | 3       | 0         | 35        | 0         |
| Leicester City     | 2014–15            | Premier League     | 25      | 1         | 2       | 0         | —           | —           | 1       | 0         | 28        | 1         |
| Leicester City     | 2015–16            | Premier League     | 4       | 0         | 2       | 1         | —           | —           | 3       | 0         | 9         | 1         |
| Leicester City     | 2016–17            | Premier League     | 1       | 0         | 2       | 0         | 1           | 0           | 1       | 0         | 5         | 0         |
| Leicester City     | Tổng cộng          | Tổng cộng          | 61      | 1         | 7       | 1         | 1           | 0           | 8       | 0         | 77        | 2         |
| Wisła Kraków       | 2017–18            | Ekstraklasa        | 17      | 1         | 0       | 0         | —           | —           | —       | —         | 17        | 1         |
| Wisła Kraków       | 2018–19            | Ekstraklasa        | 19      | 0         | 0       | 0         | —           | —           | —       | —         | 19        | 0         |
| Wisła Kraków       | Tổng cộng          | Tổng cộng          | 36      | 1         | 0       | 0         | —           | —           | —       | —         | 36        | 1         |
| Tổng kết sự nghiệp | Tổng kết sự nghiệp | Tổng kết sự nghiệp | 445     | 39        | 13      | 1         | 36          | 2           | 9       | 0         | 503       | 41        |

1. ↑  Số trận ra sân tại UEFA Intertoto Cup
2. ↑  Số trận ra sân tại Siêu cúp bóng đá Bỉ
3. 1 2 3 4  Số trận ra sân tại Cúp Liên đoàn Anh

### Cấp đội tuyển
Tính đến 10 tháng 7 năm 2016
| Tuyển quốc gia | Năm       | Số trận | Bàn thắng |
| -------------- | --------- | ------- | --------- |
| Ba Lan         |           |         |           |
| 2002           | 1         | 0       |           |
| 2003           | 4         | 0       |           |
| 2004           | 1         | 0       |           |
| 2005           | 1         | 0       |           |
| 2006           | 5         | 1       |           |
| 2007           | 11        | 0       |           |
| 2008           | 11        | 0       |           |
| 2009           | 4         | 1       |           |
| 2010           | 0         | 0       |           |
| 2011           | 6         | 0       |           |
| 2012           | 13        | 1       |           |
| 2013           | 3         | 0       |           |
| Tổng cộng      | Tổng cộng | 60      | 3         |

### Bàn thắng cho đội tuyển
Tỉ số và kết quả liệt kê bàn thắng của Ba Lan trước.
| #  | Ngày                    | Nơi tổ chức                                      | Đối thủ | Tỉ số | Kết quả | Giải đấu |
| -- | ----------------------- | ------------------------------------------------ | ------- | ----- | ------- | -------- |
| 1. | 6 tháng 12 năm 2006     | Sân vận động Thành phố Thể thao Zayed, Abu Dhabi | UAE     | 2–0   | 5–2     | Giao hữu |
| 2. | 12 tháng 8 năm 2009     | Sân vận động Zdzisław Krzyszkowiak, Bydgoszcz    | Hy Lạp  | 1–0   | 2–0     | Giao hữu |
| 3. | ngày 2 tháng 6 năm 2012 | Sân vận động Quân đội Ba Lan, Warszawa           | Andorra | 4–0   | 4–0     | Giao hữu |

## Danh hiệu
Anderlecht
- Vô địch quốc gia Bỉ: 2006–07, 2009–10, 2011–12, 2012–13
- Cúp bóng đá Bỉ: 2007–08
- Siêu cúp bóng đá Bỉ: 2007, 2010

Leicester City
- Football League Championship: 2013–14